# Codiaeum oligogynum
Codiaeum oligogynum är en törelväxtart som beskrevs av Mcpherson. Codiaeum oligogynum ingår i släktet Codiaeum och familjen törelväxter. Inga underarter finns listade i Catalogue of Life.